# 리글리
리글리 주니어 컴퍼니(Wm. Wrigley Jr. Company), 줄여서 리글리 사(-社, Wrigley Company)는 미국의 껌회사이다. 1891년 4월 1일 윌리엄 리글리 주니어가 설립하였으며 미국 시카고 구스아일랜드에 글로벌혁신센터(GIC)를 두고 있다. 현재 마즈 사가 전 지분을 소유하고 있으며, 세계에서 가장 큰 껌 제조 유통기업이다.
1892년 리글리 주니어는 베이킹파우더 캔에 껌을 담아 팔기 시작하였다. 그러나 베이킹파우더보다 껌이 더 인기를 끌자 리글리는 기업 주품목을 껌으로 바꿨다. 오늘날 리글리는 전세계 180여개국에 달하는 나라에서 제품을 판매하고 있으며, 50여개국에 지부를 두고, 미국, 멕시코, 스페인, 영국, 프랑스, 체코, 폴란드, 러시아, 중화인민공화국, 일본, 인도, 케냐, 타이완, 오스트레일리아 등 총 14개국에 생산단지 21개를 운영하고 있다.
2005년 리글리는 크래프트 푸즈 사로부터 라이프세이버스와 알토이즈 브랜드를 15억 달러에 매수하였다. 2007년 1월 23일 리글리는 러시아의 제과회사 A. 코르쿠노프의 초기지분 80%를 3억 달러에 확보하고, 나머지 20%는 순차적으로 늘려 나간다는 인수 계약을 타결시켰다. 2008년 4월 28일 마스 사는 약 23억 달러에 리글리 사를 인수한다고 밝혔다. 거래자금은 버크셔 해서웨이, 골드만삭스, JP모간 체이스이 각각 투자하였으며 이 중 버크셔 해서웨이는 2016년 10월까지 소주주로 남아 있었다.
시카고 미시건 애비뉴에 있는 리글리 빌딩은 매그니피센트마일에서 가장 유명한 랜드마크 건물로 원래는 리글리 사의 글로벌본부로 사용되던 곳이었다. 2011년 본부를 다른 곳으로 이전하고 매각해 지금은 젤러 리얼리티 그룹과 그루폰 창업자 등이 있는 투자그룹이 사용하고 있다. 2012년부터는 앞서 언급한 글로벌혁신센터를 본사로 사용하고 있다.
2016년 마스 사는 리글리 사를 초콜릿 사업부와 합병해, 자회사 '마스 리글리 컨펙셔너리'를 신설할 것이라고 발표했다. 신설 기업은 시카고에 글로벌 본사를 유지하는 한편 미국 본사는 뉴저지 해커츠타운과 뉴어크에 각각 둘 것이라고 밝혔다.

## 브랜드

### 껌
미국

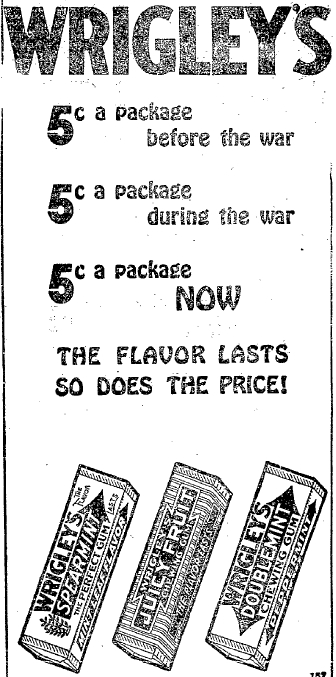
1920년 리글리 껌 신문 광고

- 쥬시후르츠 (Juicy Fruit, 1893년)
- 스피어민트 (Spearmint, 1893년)
- 더블민트 (Doublemint, 1914년)
- 프리던트 (Freedent, 1975년)
- 빅 레드 (Big Red, 1975년)
- 익스트라 (Extra, 1984년)
- 윈터프레시 (Winterfresh, 1994년)
- 후바부바 (Hubba Bubba)
- 오빗 (Orbit)
- 오빗화이트 (Orbit White)
- 이클립스 (Eclipse, 2001년)
- 5 (2007년)

캐나다
- 5
- 더블민트
- 엑셀 (Excel)
- 엑셀 미스트 (Excel Mist)
- 엑셀 화이트 (Excel White)
- 익스트라
- 익스트라 프로페셔널
- 익스트라 프로페셔널 화이트
- 후바부바
- 쥬시후르츠
- 스키틀즈 (Skittles)

영국
- 에어웨이브 (Airwaves)
- 후바부바
- 더블민트
- 익스트라
- 알토이즈
- 쥬시후르츠
- 튠스 (Tunes)
- 스피어민트
- 로케츠 (Lockets)
- 스키틀즈
- 스타버스트 (Starburst)

## 같이 보기
- 리글리 빌딩
- 리글리 필드